# Bogdana (Vaslui)
Bogdana es una comuna ubicada en el distrito de Vaslui, Rumania.

## Superficie
Posee una superficie de 49,51 kilómetros cuadrados.

## Demografía
Hasta 2021 la población era de 1313 habitantes, con una densidad de población de 26,52 habitantes por kilómetro cuadrado.